# Липинець Сергій Олексійович
Липинець Сергій Олексійович (рос. Липинец Сергей Алексеевич; 23 березня 1989) — російський професійний боксер, чемпіон світу за версією IBF (2017—2018) в першій напівсередній вазі.

## Професіональна кар'єра
Дебютував на професійному рингу 2014 року. Після дострокової перемоги 10 грудня 2016 року над австралійцем Леонардо Заплавінья став офіційним претендентом на титул чемпіона світу за версією IBF у першій напівсередній вазі. 4 листопада 2017 року, маючи рекорд 12-0, вийшов на бій за вакантний титул чемпіона IBF проти Кондо Акіхіро (Японія) і переміг одностайним рішенням суддів.
В першому захисті 10 березня 2018 року програв одностайним рішенням американцю Майкі Гарсія.
24 жовтня 2020 року вийшов на бій за титул «тимчасового» чемпіона IBF у напівсередній вазі проти Кастіо Клейтона (Канада). Суперники не зуміли визначити володаря титулу «тимчасового» чемпіона. Бій вийшов конкурентним і, пройшовши усю дистанцію, завершився нічиєю.
1 лютого 2025 року вийшов на бій за вакантний титул чемпіона світу за версією IBO у першій напівсередній вазі проти Адама Азім (Велика Британія) і, побувавши в нокдауні в третьому раунді, зазнав дострокової поразки в дев'ятому.